# Les Mistons
Pour plus de détails, voir Fiche technique et Distribution.
Les Mistons est un court métrage français réalisé par François Truffaut et sorti en 1957. Il reçoit la même année le prix de la mise en scène au festival de Bruxelles[réf. nécessaire].
Il s'agit de la première apparition à l'écran de Bernadette Lafont (1938-2013).

## Synopsis
À Nîmes, une bande de gamins (des mistons, dans le parler local) jaloux rend la vie impossible à un couple d'amoureux : Bernadette et Gérard.

## Fiche technique
- Titre original : Les Mistons
- Réalisation : François Truffaut
- Assistants : Claude de Givray, Alain Jeannel, Paula Delsol, alias Paule Delsol (scripte)
- Scénario, adaptation et dialogues : François Truffaut, d'après une nouvelle de Maurice Pons extraite du recueil Virginales (Paris, Julliard, 1955)
- Photographie : Jean Malige
- Assistant-opérateur : Jean-Louis Malige
- Montage : Cécile Decugis
- Assistante monteuse : Mika de Possel
- Musique : Maurice Le Roux
- Directeur de production : Robert Lachenay
- Société de production : Les Films du Carrosse
- Société de distribution : Les Films de la Pléiade
- Pays d'origine :  France
- Langue originale : français
- Format : noir et blanc — 35 mm — 1,37:1 — son Mono
- Genre :  Comédie
- Durée : 18 minutes
- Dates de sortie : 
  - France : novembre 1957 (Festival de Tours)
  - France :  6 novembre 1958
- Tournage : Nîmes, Montpellier, Saint-André-de-Valborgne (Gard)
- Affiche : Léo Kouper (France)

## Distribution
- Bernadette Lafont : Bernadette Jouve
- Gérard Blain : Gérard
- Michel François : le narrateur
- Alain Baldy, Robert Bulle, Henri Demaegdt, Dimitri Moretti, Daniel Ricaulx : les mistons
- Jean-Claude Brialy apparait dans un rôle de jeune homme amoureux dans le film projeté au cinéma (Le Coup du berger de Jacques Rivette, 1956)

## Autour du film
En 1957, Bernadette Lafont, née le 28 octobre 1938, donc encore mineure, est mariée depuis peu avec Gérard Blain, qui ne souhaite pas la voir s'engager dans une carrière d'actrice, à une époque où, en France, l'époux peut interdire à son épouse même majeure de travailler. Il l'autorise cependant à tourner ce court-métrage, à titre exceptionnel et par amitié pour François Truffaut. Par la suite, il acceptera, par amitié pour Claude Chabrol, de donner de nouveau la réplique à son épouse dans Le Beau Serge (1958), film qui révèlera la jeune actrice au grand public. Il divorceront peu après.

## DVD
Ce film est disponible sur certaines versions DVD du film Les Quatre Cents Coups, premier chef-d'œuvre de François Truffaut.